# Torps bergbrant
Torps bergbrant är ett naturreservat i Säffle kommun i Värmlands län.
Området är naturskyddat sedan 2013 och är 20 hektar stort. Reservatet omfattar en sydvästbrant ochmark nedanför. Reservatet består av barrskog på branten och granskog med inslag av lövträd nedanför. 